# شانارال (تشيلي)
شانارال (بالإسبانية: Chañaral)‏ هي بلدية تقع في تشيلي في Chañaral Province.[بحاجة لمصدر] يقدر عدد سكانها بـ 13,143 نسمة ومساحتها 5,772.4 كم2 وترتفع عن سطح البحر 198 متر.

## أعلام
- جيرونيمو منديز
- لويس آلاموس
- دييغو غارسيا ميدينا